# 유신 (후한)
유신(劉信, ? ~ ?)은 후한의 종실이다. 남양군 채양현 사람이다. 한 경시제·후한 광무제와 같은 용릉절후 가문으로, 창오태수 유리(劉利)의 증손이며 유사의 조카다. 경시제의 신하로서 신나라 말기의 다른 황제 유망을 멸해 여음왕으로 봉해졌고, 후한에서는 여음후에 봉해졌으나 초왕 유영의 모반으로 봉국을 잃었다.

## 생애
왕망 집권 시절 전한의 종실들을 관리들이 많이 침해했는데, 채양국 부정(釜亭)의 정장이 유신의 종조부이자 경시제의 아버지 유자장(劉子張)을 욕했다. 유자장은 정장을 죽였고, 십여 년이 지나 정장의 아들이 보복해 경시제의 동생 유건을 죽였다. 유신의 아버지로 유건의 사촌 형제인 유현(劉顯)은 빈객을 모아 복수하려 했으나 들통나 관리에게 잡혀 죽었다. 유신은 숙부 유사와 함께 집과 밭을 팔아 진정(陳政) 등 아홉 자객을 사서, 정장의 처와 아들 4명을 죽여 복수하고 함께 망명해 숨었다. 마침 사면돼 고향으로 돌아왔다.
경시 원넌(23년), 유사가 대사도에 임명돼 여남에서 황제를 일컬은 유망을 공격했으나 유망의 장수 장우와 진무에게 격파당했다. 유신은 경시제에게서 분위대장군(奮威大將軍)으로 임명돼 유사를 대신해 유망 공격을 맡았고, 유사는 경시제와 함께 낙양으로 돌아갔다. 이해 10월, 드디어 유망을 격파하고 유망·장우·진무를 죽여 여남군을 평정했다.
경시 2년(24년), 경시제가 제후왕을 봉하면서 여남 평정의 공로로 여남군 여음 땅의 여음왕(汝陰王)으로 봉해졌다. 장병들을 거느리고 강남을 평정하고 예장군에 웅거했다. 그러나 광무제가 즉위할 무렵에 계양태수 장륭(張隆)에게 격파돼, 낙양으로 가서 광무제에게 투항하고 여음후에 봉해졌다.
영평 13년(70년), 초왕 유영의 모반에 연좌돼 봉국을 잃었다.

## 출전
범엽: 《후한서》 권14 종실삼왕사후전 중 안성효후